# Werkbund Wien

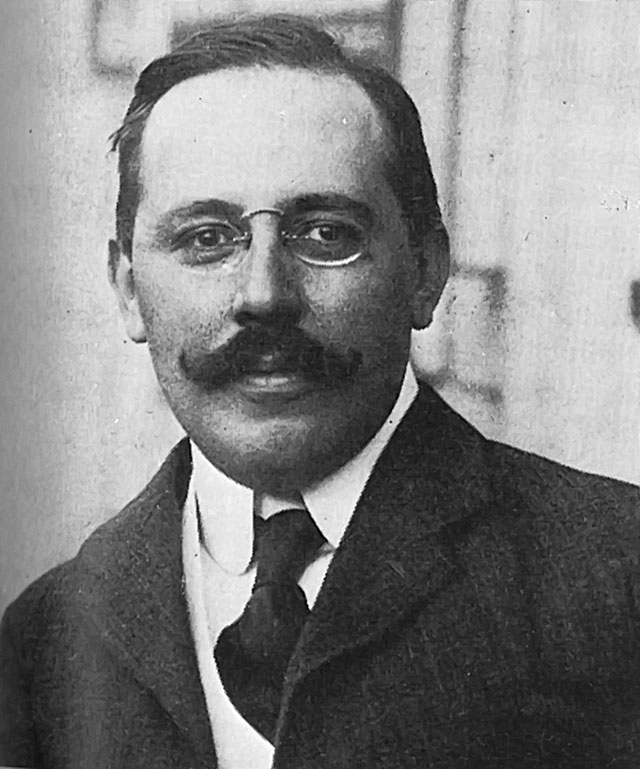
Josef Hoffmann, Architekt und Designer

Der Werkbund Wien war eine Vereinigung von Künstlern, Industriellen und Handwerkern, die sich 1921 unter Führung von Josef Hoffmann vom 1912 gegründeten Österreichischen Werkbund abspaltete und sich im Mai 1928 wieder mit ihm vereinigte. Dieser wurde 1938 von den Nationalsozialisten aufgelöst.

## Geschichte
1920 flammte anlässlich einer Ausstellung im Wiener Museum für Kunst und Industrie die Grundsatzdiskussion wieder auf, ob der Österreichische Werkbund kunsthandwerklich ausgerichtet sein sollte oder ob die serielle, industrielle Fabrikation auf Grundlage künstlerischer Entwürfe maßgeblich sein sollte. Angestoßen hatten diese Diskussion die Kunstkritiker Arthur Rössler und Hans Tietze; letzterer sprach angesichts des elitären Kunsthandwerks der Wiener Werkstätte von „tausend niedlichen Dingen“. Josef Frank befürwortete deren Einstellung, griff Josef Hofmann jedoch nicht persönlich an. Josef Hofmann und seine Anhänger lehnten moderne Industrialisierungstendenzen rundweg ab und wollten Kunsthandwerk als traditionell und elitär begreifen. Der Streit führte im Mai 1921 zur Abspaltung des Werkbundes Wien vom Österreichischen Werkbund. Josef Hofmann und ein Großteil der Vorstandsmitglieder bildeten fortan den Werkbund Wien, der als Verband dem Deutschen Werkbund eingliedert wurde; die erste Präsidentin wurde Margarethe Stonborough-Wittgenstein, die Schwester Ludwig Wittgensteins. Im „alten“ Werkbund übernahm der Architekt Robert Oerley das Amt des Präsidenten.
Der Werkbund Wien blieb aufgrund der Personalunion mit dem Leiter der Wiener Werkstätte Josef Hofmann in den Anfängen stecken und zeitigte keine besondere Wirksamkeit. 1925 näherten sich die zwei Gruppierungen anlässlich der österreichischen Ausstellungsbeteiligung an der exposition des arts décoratifs et industriels modernes in Paris wieder an und Josef Hofmann übernahm die künstlerische Leitung. Er entwarf den Pavillon, das Kaffeehaus davor schuf Josef Frank, Oskar Strnad einen „Orgelturm“ und Peter Behrens ein Glashaus, sodass Vertreter aller Gruppierungen beteiligt waren.
Ab 1926 wurden Gespräche über die Wiedervereinigung geführt, die im Mai 1928 schließlich vollzogen wurde: Der Wiener Werkbund trat dem Österreichischen Werkbund wieder bei. Hermann Neubacher, Leiter der Gemeinwirtschaftlichen Siedlungs- und Bauaktiengesellschaft GESIBA, ab 1938 Bürgermeister von Wien und dem deutschnationalen Lager nahestehend, wurde zum Präsidenten gewählt, der Maler László Gábor zum geschäftsführenden Vorstandsmitglied. Josef Frank und Josef Hofmann wurden Vizepräsidenten.
Unter der künstlerischen Leitung des Architekten Josef Frank, der für eine undogmatische Moderne stand, entstand die Werkbundsiedlung Wien in den Jahren 1930 bis 1932. Frank zeichnete verantwortlich für die räumliche Gesamtdisposition der Anlage, László Gábor (1895–1944), Maler und geschäftsführender Sekretär des Werkbundes, für das Färbelungskonzept. Bauherr war die städtische Wohnbaugesellschaft Gesiba unter Generaldirektor Hermann Neubacher, dem Präsidenten des Österreichischen Werkbundes. Bei der Eröffnung am 4. Juni 1932 sprachen Bundespräsident Wilhelm Miklas und Bürgermeister Karl Seitz.
Zwischen 1932 und 1934 kam es zu Spannungen aufgrund von antisemitischen Tendenzen gegenüber jüdischen Architekten und Künstlern sowie zum Aufflammen des alten Zwists. Es kam zu einer neuerlichen Abspaltung und Josef Hofmann gründete zusammen mit weiteren Mitgliedern nun den „Neuen Werkbund Österreich“, von dem jüdische Mitglieder ausgeschlossen waren. So kam es zum endgültigen Bruch zwischen Josef Hofmann und Josef Frank. Josef Frank übersiedelte Ende 1933 nach Schweden. Der „alte“ Werkbund wurde 1938 von den Nationalsozialisten aufgelöst.